# Antimorphisme
En mathématiques, un antimorphisme (parfois appelé antihomomorphisme), est une application entre deux structures algébriques qui renverse l'ordre des opérations. 

## Cas des magmas
Considérons les magmas {\displaystyle (X,*_{X})} et {\displaystyle (Y,*_{Y})}, c'est-à-dire que {\displaystyle X} et {\displaystyle Y} sont deux ensembles munis respectivement de deux lois de composition interne notées {\displaystyle *_{X}} et {\displaystyle *_{Y}}. Une application {\displaystyle \phi \colon X\to Y} est un antimorphisme de {\displaystyle (X,*_{X})} dans {\displaystyle (Y,*_{Y})} si
{\displaystyle \forall (x_{1},x_{2})\in X^{2},\quad \phi (x_{1}*_{X}x_{2})=\phi (x_{2})*_{Y}\phi (x_{1}).}
Autrement dit, si on définit le magma opposé {\displaystyle (Y^{\mathrm {op} },*_{Y^{\mathrm {op} }})} par {\displaystyle Y^{\mathrm {op} }:=Y} et
{\displaystyle \forall (y_{1},y_{2})\in (Y^{\mathrm {op} })^{2},\quad y_{1}*_{Y^{\mathrm {op} }}y_{2}:=y_{2}*_{Y}y_{1}}
alors {\displaystyle \phi } est un antimorphisme de {\displaystyle (X,*_{X})} dans {\displaystyle (Y,*_{Y})} si et seulement si {\displaystyle \phi } est un morphisme de {\displaystyle (X,*_{X})} dans {\displaystyle (Y^{\mathrm {op} },*_{Y^{\mathrm {op} }})}.
- Dans le cas où {\displaystyle Y=X} et {\displaystyle \phi } est bijective, on dit que c'est un antiautomorphisme.
- Dans le cas où la loi {\displaystyle *_{Y}} est commutative, les notions d'antimorphisme et de morphisme sont les mêmes, ainsi que celles d'automorphisme et d'antiautomorphisme.
- La composition de deux antimorphismes est un morphisme, puisqu'inverser deux fois l'ordre des opérations préserve l'ordre des opérations. Par contre, la composition d'un antimorphisme avec un morphisme est un antimorphisme (quel que soit le sens de la composition).

## Cas des groupes
Pour deux groupes {\displaystyle G} et {\displaystyle H} (notés multiplicativement), on dit qu'une application {\displaystyle \phi \colon G\to H} est un antimorphisme de groupes de {\displaystyle G} dans {\displaystyle H} si
{\displaystyle \phi (xy)=\phi (y)\phi (x)}
pour tout {\displaystyle x,y\in G}. 
Autrement dit, {\displaystyle \phi } est un antimorphisme de groupe de {\displaystyle G} dans {\displaystyle H} si, et seulement si, {\displaystyle \phi } est un morphisme de groupes de {\displaystyle G} dans {\displaystyle H^{\mathrm {op} }}, le groupe opposé de {\displaystyle H}.
Par exemple, l'application inverse {\displaystyle g\in G\mapsto g^{-1}\in G} est un antimorphisme de groupes de {\displaystyle G} dans lui-même qui est de plus bijective. Ainsi, un groupe est toujours isomorphe à son groupe opposé.

## Cas des anneaux
Pour deux anneaux (unitaires) {\displaystyle A} et {\displaystyle B}, on dit qu'une application {\displaystyle \phi \colon A\to B} est un antimorphisme d'anneaux de {\displaystyle A} dans {\displaystyle B} si elle est un morphisme vis-à-vis de la loi additive mais un antimorphisme pour la loi multiplicative, c'est-à-dire que 
{\displaystyle \phi (1_{A})=1_{B}} (en notant respectivement {\displaystyle 1_{A}} et {\displaystyle 1_{B}} les unités de {\displaystyle A} et {\displaystyle B});
{\displaystyle \phi (x+y)=\phi (x)+\phi (y)}
{\displaystyle \phi (xy)=\phi (y)\phi (x)}
pour tout {\displaystyle x,y\in A}. 
Autrement dit, {\displaystyle \phi } est un antimorphisme d'anneaux de {\displaystyle G} dans {\displaystyle H} si, et seulement si, {\displaystyle \phi } est un morphisme d'anneaux de {\displaystyle G} dans {\displaystyle H^{\mathrm {op} }}, l'anneau opposé de {\displaystyle H}.
Par exemple, l'application transposée entre deux anneaux de matrices est un antimorphisme d'anneaux.

## Cas des algèbres
Pour deux algèbres {\displaystyle A} et {\displaystyle B} sur un corps {\displaystyle K}, on dit qu'une application {\displaystyle \phi \colon A\to B} est un antimorphisme d'algèbres de {\displaystyle A} dans {\displaystyle B} si elle est linéaire vis-à-vis de la loi additive mais un antimorphisme pour la loi multiplicative, c'est-à-dire que 
{\displaystyle \phi (1)=1}
{\displaystyle \phi (\lambda x+y)=\lambda \phi (x)+\phi (y)}
{\displaystyle \phi (xy)=\phi (y)\phi (x)}
pour tout {\displaystyle x,y\in A} et {\displaystyle \lambda \in K}. 
Autrement dit, {\displaystyle \phi } est un antimorphisme d'algèbres de {\displaystyle G} dans {\displaystyle H} si, et seulement si, {\displaystyle \phi } est un morphisme d'algèbres de {\displaystyle G} dans {\displaystyle H^{\mathrm {op} }}, l'algèbre opposée de {\displaystyle H}.
Par exemple, la conjugaison sur l'algèbre réelle des quaternions est un antimorphisme d'algèbres.

### Algèbre involutive
Un cas particulier important est le cas où on considère un antiautomorphisme {\displaystyle \phi } d'une algèbre {\displaystyle A} (c'est-à-dire d'un antimorphisme bijectif de {\displaystyle A} dans lui-même) qui est involutif, c'est-à-dire tel que {\displaystyle \phi \circ \phi } est l'identité de {\displaystyle A}. Si un tel antiautomorphisme existe, on dit que {\displaystyle A} est une algèbre involutive. Les quaternions, en considérant comme antiautomorphisme involutif la conjugaison, forment une algèbre involutive sur le corps des réels. Sur les algèbres de matrices, la transposition donne un antiautomorphisme involutif.